# 5699 Munch
5699 Munch este o planetă minoră (asteroid), cu un diametru de 4,292 km, din centura de asteroizi. A fost descoperită pe 16 octombrie 1977 la Observatorul Palomar de Cornelis Johannes van Houten și a fost numită după Edvard Munch. 
Obiectul prezintă o orbită caracterizată de o semiaxă mare de 2,4035186 UAi, o excentricitate de 0,17, o înclinație de 4,33928 ° în raport cu ecliptica.